# Köhler’s Medizinal-Pflanzen

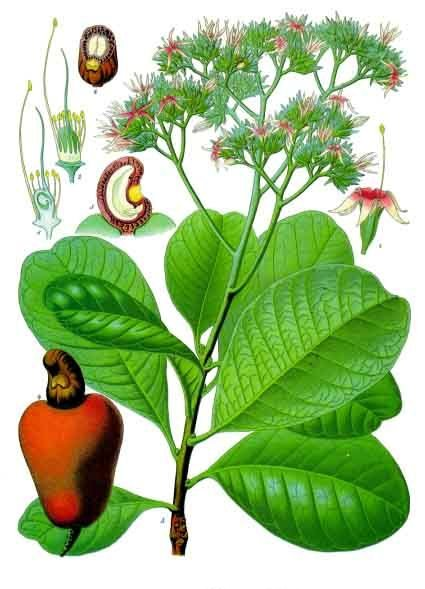
Kaschu (Blühende Pflanze), aus Köhler’s Medizinal-Pflanzen

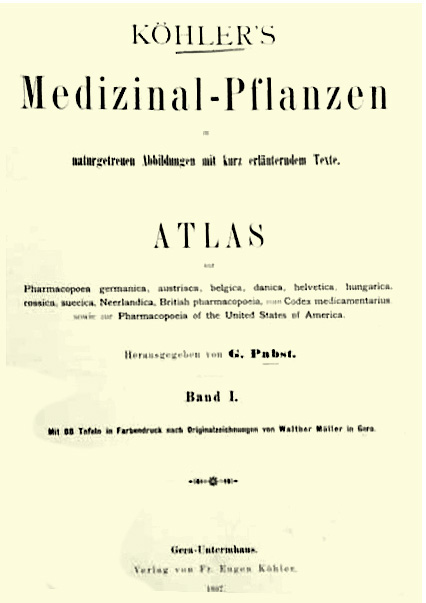
Drucktitel des ersten Bandes 1887

Köhler’s Medizinal-Pflanzen, vollständiger Titel: Köhler’s Medizinal-Pflanzen in naturgetreuen Abbildungen mit kurz erläuterndem Texte. Atlas zur Pharmacopoea germanica, austriaca, belgica, danica, helvetica, hungarica, rossica, suecica, Neerlandica, British pharmacopoeia, zum Codex medicamentarius, sowie zur Pharmacopoeia of the United States of America, ist eines der bekanntesten Handbücher der Heilpflanzen des ausgehenden 19. Jahrhunderts.

## Inhalt
Dieser Atlas illustriert und erläutert ca. 400 Arzneipflanzen. Die beigefügten Monographien beinhalten ausführliche Angaben zur Botanik und zur medizinischen Wirksamkeit der betreffenden Pflanze. Ergänzt werden die Texte durch hochwertige Chromolithografien, die sowohl durch ihre grafische Qualität als auch Detailtreue überzeugen und sämtliche Merkmale der jeweiligen Art wiedergeben. Daher werden die Abbildungen auch heute noch gerne zur Erläuterung von Pflanzen referenziert.

## Entstehungsgeschichte
Das Werk basiert auf einer Arbeit von Hermann Adolph Köhler (1834–1879). Nach dessen Tod wurde sein Werk von Gustav Pabst ausgearbeitet und von Walther Müller und C. F. Schmidt (1811–1890) mit Farblithografien versehen.
Veröffentlicht wurde dieses Werk vom botanischen Verlag Franz Eugen Köhler über einen Zeitraum von 1883 bis 1914 in Gera in dreibändiger Ausgabe. Die erste vollständige Ausgabe erschien in den Jahren 1887 (Band 1 mit 84 Farbtafeln und erläuternden Texten) und 1889 (Band 2 mit Farbtrafeln 85–194 und erläuternden Texten), sowie ein ergänzender Nachtragsband 3 (Neueste Medizinalpflanzen und Verwechslungen, mit weiteren 80 Farbtafeln und erläuternden Texten) im Jahr 1898.
Obwohl vom Verlag ursprünglich angekündigt, ist ein vierter Band nie erschienen.
Die Namensgleichheit von Erstautor und Verleger führt gehäuft dazu, dass Franz Eugen Köhler irrtümlich als Autor erwähnt wird.
Zwei Reprint-Ausgaben erschienen ein Jahrhundert nach der Originalveröffentlichung, zunächst von Auszügen, später das Gesamtwerk in drei Bänden.

## Rezeption
Die Autoren Sacheverell Sitwell und Wilfrid Blunt haben erklärt, dass es "vom botanischen Gesichtspunkt die beste und nützlichste Ansammlung von Abbildungen zu Heilpflanzen sei". Die Missouri Botanical Garden Bibliothek lobt die Co-Autoren, die Künstler L. Müeller und C.F. Schmidt, sowie K. Gunther als Illustratoren (Namen exakt vom Original übernommen). Bislang ist nicht nachvollziehbar, warum die Missouri Botanical Garden Bibliothek die im Buch genannten Namen der Zeichner und Lithografen von W. Müller in L. Müeller und E. Günther in K. Gunther änderte.

## Ausgaben
- Gustav Pabst (Hrsg.): Köhler’s Medizinal-Pflanzen in naturgetreuen Abbildungen mit kurz erläuterndem Texte: Atlas zur Pharmacopoea germanica, austriaca, belgica, danica, helvetica, hungarica, rossica, suecica, Neerlandica, British pharmacopoeia, zum Codex medicamentarius, sowie zur Pharmacopoeia of the United States of America. Gera-Untermhaus 1883–1914, doi:10.5962/bhl.title.623.